# Burjor Khurshedji Karanjia
Burjor Khurshedji Karanjia (meist B. K. Karanjia; Gujarati: બી. કે. કરંજિયા Bī . Ke. Karañjiyā; * 21. Dezember 1919 in Bombay; † 22. Juni 2012 in Pune) war ein indischer Filmjournalist, Filmfunktionär und Buchautor.

## Leben
Burjor Karanjia war der dritte und jüngste Sohn des Augenarztes Khurshedji Karanjia und dessen Frau Temina. Sein ältester Bruder war der Journalist Russy Karanjia, sein anderer älterer Bruder trägt den Namen Sawak. Die Familie gehörte zur Religionsgemeinschaft der Parsen; seine Muttersprache ist Gujarati. Wie seine Brüder besuchte er die St. Xavier’s School in Bombay, danach aber das Wilson College. 1943 bestand Karanjia die Prüfung des Indian Civil Service, entschied sich jedoch nach ersten Berufserfahrungen bei Rustom Masani in der National War Front nach Ende des Zweiten Weltkrieges gegen eine Karriere im Staatsdienst und folgte seinem Bruder Russy in den Journalismus.
Seit Mitte der 1930er Jahre hatte Karanjia ein Interesse an der indischen Filmindustrie entwickelt und wandte sich diesem Gebiet nun auch beruflich zu. Seine erste monatliche Filmzeitschrift „Cinevoice“ gab er ab 1947 gemeinsam mit Adi M. Kapadia und mit wohlwollender Unterstützung der Vereinigung der indischen Filmproduzenten (IMPPA) heraus. Anfang 1949 organisierte er mit „A Nite with Stars“ die erste Wohltätigkeitsveranstaltung in Indien mit Schauspielern, Sängern und anderen Filmschaffenden, darunter Kamini Kaushal, Nargis, Raj Kapoor, Motilal, Mubarak, P. Jairaj, Sitara Devi und Mukesh, von der Paul Zils eine gleichnamige Dokumentation filmte. Es wurden dabei 80.000 Rupien für die notleidende Bevölkerung im Kaschmir-Krieg gesammelt. Da „Cinevoice“ die Flut neuer Filmveröffentlichungen nicht adäquat präsentieren konnte und wegen zu geringer Werbeeinnahmen in finanzielle Probleme geriet, gaben Karanjia und Kapadia ab 1949 zusätzlich die zwölfseitige Wochenzeitung „Movie Times“ heraus. Trotz Unterstützung von Filmschaffenden mussten sie „Cinevoice“ 1952 und „Movie Times“ 1953 aus Wirtschaftlichkeitsgründen einstellen. Danach engagierte ihn Sohrab Godrej für die Öffentlichkeitsarbeit der Unternehmensgruppe seiner Familie, der Godrej Group, wo Karanjia bis 1960 tätig war. Nebenher schrieb er in den 1950er Jahren mehrere Kurzgeschichten, die in Zeitschriften wie der von Khushwant Singh herausgegebenen „Illustrated Weekly“ erschienen. Eine davon wurde von Vijaya Mehta mit Naseeruddin Shah und Anupam Kher in den Hauptrollen 1987 unter dem Titel Pestonjee verfilmt.
J.C. Jain, der erste indische General Manager der Times of India, warb Karanjia von Godrej ab und stellte ihn als Herausgeber von „Filmfare“ ein. Von 1961 bis 1978 war Burjor Karanjia für diese 14-tägliche Filmzeitschrift – eine seit 1952 erscheinende, erfolgreiche Publikation der finanzstarken Times of India (The Times Group) – verantwortlich. Zu seinen Aufgaben gehörte auch die Organisation der jährlichen Filmfare Awards-Verleihung. Unter seiner Ägide befasste sich „Filmfare“ in den frühen 1970er Jahren besonders mit drei Problemen der indischen Filmindustrie: den Schwarzgeld-Transaktionen bei der privaten Filmfinanzierung, dem durch professionelle Massenaufkäufer geschaffenen Kinokartenschwarzmarkt und der häufigen Plagiarisierung von US-amerikanischen Filmen.
Als Vertreter des Filmjournalismus war Burjor Karanjia in den 1960er Jahren einer der Direktoren der Film Finance Corporation; 1968 wurde er als Nachfolger von Himmat Singh zum Vorsitzenden der FFC berufen.  Während seiner siebenjährigen Zeit an der Spitze der dem Ministry of Information and Broadcasting unterstellten indischen Filmförderung wurden zwischen 1969 und 1976 36 Filme finanziert, die 21 nationale und internationale Filmpreise gewannen. Diese als New Indian Cinema bekannte Welle künstlerisch orientierter Low-Budget-Produktionen begann mit Mrinal Sens Bhuvan Shome (1969). Karanjia war für mehrere Jahre Mitglied des Beratungskomitees des Film and Television Institute of India und des National Film Archive of India. Wegen Unstimmigkeiten mit dem Ministerium trat Karanjia zusammen mit dem gesamten Direktorenkollegium der FFC 1976 zurück.
1978 warb ihn Ramnath Goenka von „Filmfare“ ab und machte ihn zum Herausgeber der Wochenzeitschrift „Screen“ seiner Indian Express Group. Bis 1988 stand Karanjia diesem zweiterfolgreichsten indischen Filmmagazin vor und betätigte sich darin regelmäßig als sachverständiger Autor. Eine Auswahl seiner Artikel für „Screen“ erschienen in Buchform unter dem Titel A Many-Splendoured Cinema.
Dann kehrte er im April 1988 erneut an die Spitze der nun unter dem Namen National Film Development Corporation firmierenden, staatlichen indischen Filmförderung zurück und war bis 1990 deren Vorsitzender. Das von ihm in dieser Zeit geschaffene Monatsmagazin „Cinema in India“ wurde mit dem Ende seines Vorsitzes wieder eingestellt.
In den 1990er Jahren war Karanjia wieder für Godrej tätig und verfasste daneben im Laufe von 14 Jahren eine zweibändige Anthologie über die hundertjährige Geschichte des Godrej-Unternehmens und drei Biografien von Mitgliedern der Industriellen-Familie Godrej. 2005 veröffentlichte er seine Autobiografie Counting My Blessings.
Er gehörte den Jurys der National Film Awards, des Internationalen Filmfestivals in Neu-Delhi und des Internationalen Dokumentarfilmfestivals in Leipzig an. 2001 zeichnete ihn die Bimal Roy Foundation mit der Bimal Roy Memorial Trophy, ihrem Preis für das Lebenswerk von Filmschaffenden aus.
Karanjia starb an einer Lungenentzündung.

## Bibliografie
- 1970: More of an Indian
- 1970: Rustom Masani: Portrait of a Citizen (mit einem Vorwort von C. Rajagopalachari)
- 1986: A Many-Splendoured Cinema (mit einem Vorwort von V. K. Narayana Menon)
- 1989: Masks and Faces ISBN 0706946677
- 1990: Blundering in Wonderland ISBN 0706949617 (mit einem Vorwort von Mrinal Sen)
- 1997: Godrej: A Hundred Years, 1897–1997 ISBN 0670875228 (2 Bände)
- 1998: Give Me a Bombay Merchant Anytime! : The Life of Sir Jamsetjee Jejeebhoy, Bt., 1783–1859
- 2000: An Alien in Bollywood: An Autobiography ISBN 8174762760 (Hrsg.)
- 2000: Final Victory: The Life and Death of Naval Pirojsha Godrej ISBN 0670896446
- 2001: Abundant Living, Restless Striving: A Memoir ISBN 0670912050
- 2004: Vijitatma: Pioneer-Founder Ardeshir Godrej ISBN 0670057622
- 2005: Counting My Blessings ISBN 0670058491 (Autobiografie)